# When I Look in Your Eyes (Diana Krall-album)
When I Look in Your Eyes från 1999 är jazzsångerskan och pianisten Diana Kralls femte album.

## Låtlista
1. Let's Face the Music and Dance (Irving Berlin) – 5:18
2. Devil May Care (Bob Dorough/Terrell Kirk) – 3:20
3. Let's Fall in Love (Harold Arlen/Ted Koehler) – 4:19
4. When I Look in Your Eyes (Leslie Bricusse) – 4:31
5. Popsicle Toes (Michael Franks) – 4:28
6. I've Got You Under My Skin (Cole Porter) – 6:10
7. I Can't Give You Anything But Love (Jimmy McHugh/Dorothy Fields) – 2:32
8. I'll String Along With You (Harry Warren/Al Dubin) – 4:45
9. East of the Sun (and West of the Moon) (Brooks Bowman) – 4:57
10. Pick Yourself Up (Jerome Kern/Dorothy Fields) – 3:02
11. The Best Thing for You (Irving Berlin) – 2:37
12. Do It Again (George Gershwin/Buddy DeSylva) – 4:35
13. Why Should I Care? (Carole Bayer Sager/Linda Thompson-Jenner/Clint Eastwood) – 3:46

## Medverkande
- Diana Krall – piano, sång
- Russell Malone – gitarr (spår 1–12)
- John Clayton – bas (spår 1, 3, 5, 10–12)
- Ben Wolfe – bas (spår 2, 8, 9)
- Chuck Berghoffer – bas (spår 13)
- Jeff Hamilton – trummor (spår 1, 3, 5,10–13)
- Lewis Nash – trummor (spår 6, 8)
- Larry Bunker – vibrafon (spår 3, 6)
- Pete Christlieb – saxofon (spår13)
- Alan Broadbent – piano (spår 13)